# أمارا كاربا بانغورا
أمارا كاربا بانغورا (بالفرنسية: Amara Bangoura)‏ (مواليد 10 مارس 1986 في بورت كامسار - غينيا) لاعب كرة قدم غيني يلعب حاليا لصالح نادي الدرجة الأولى فالينسيان الفرنسي منذ 2008 في مركز الوسط المهاجم. .

## روابط خارجية
- أمارا كاربا بانغورا على موقع الاتحاد الدولي (مؤرشف)  (الإنجليزية)
- أمارا كاربا بانغورا على موقع قاعدة بيانات كرة القدم.إي يو (الإنجليزية)
- أمارا كاربا بانغورا على موقع ناشيونال فوتبول تيمز (الإنجليزية)
- أمارا كاربا بانغورا على موقع كووورة